# Algathia insulindica
Algathia insulindica là một loài tò vò trong họ Ichneumonidae.